# Virgilio Conrero
Virgilio Conrero (* 1. Januar 1918 in Turin; † 6. Januar 1990) war ein italienischer Automobilingenieur, Unternehmer und Rennstallmanager. Er ist bekannt für das Tuning und den Rennsport mit Fahrzeugen von Marken wie Alfa Romeo, Lancia und Opel.
Sein Spitzname war il mago (italienisch für der Magier).

## Geschichte
Sein Vater Francesco war ein Unternehmer in einer Getriebefabrik in Turin. Er starb 1932 bei einer Explosion einer Gasturbine, die das Familienunternehmen zerstörte und zwölf weitere Menschen in den Tod riss.
Virgilio musste die Schule verlassen und begann zu arbeiten, zunächst in einer Druckerei, dann 1934 in der Versuchsabteilung für Flugmotoren bei Fiat Aviazione.
Im Jahr 1948 wurde er von dem Ingenieur Giovanni Savonuzzi eingestellt, um Cisitalia-Autos zu entwickeln und Rennwagen zu entwerfen. In dieser Zeit erhielt er wegen seiner technischen Fähigkeiten den Spitznamen il mago.
Im Jahr 1952 gründete er zusammen mit Savonuzzi die Firma Autotecnica Conrero.
1953 entwickelt er den Alfa Romeo 1900 Supersonic mit einer Coupekarosserie gezeichnet von Savonuzzi und gebaut bei Carrozzeria Ghia. Dieses Fahrzeug wurde kurz darauf bei einem Unfall in der Schweiz zerstört, jedoch von Ghia als Fiat 8V Supersonic und Jaguar XK 120 Supersonic in kleiner Auflage weiter gebaut.

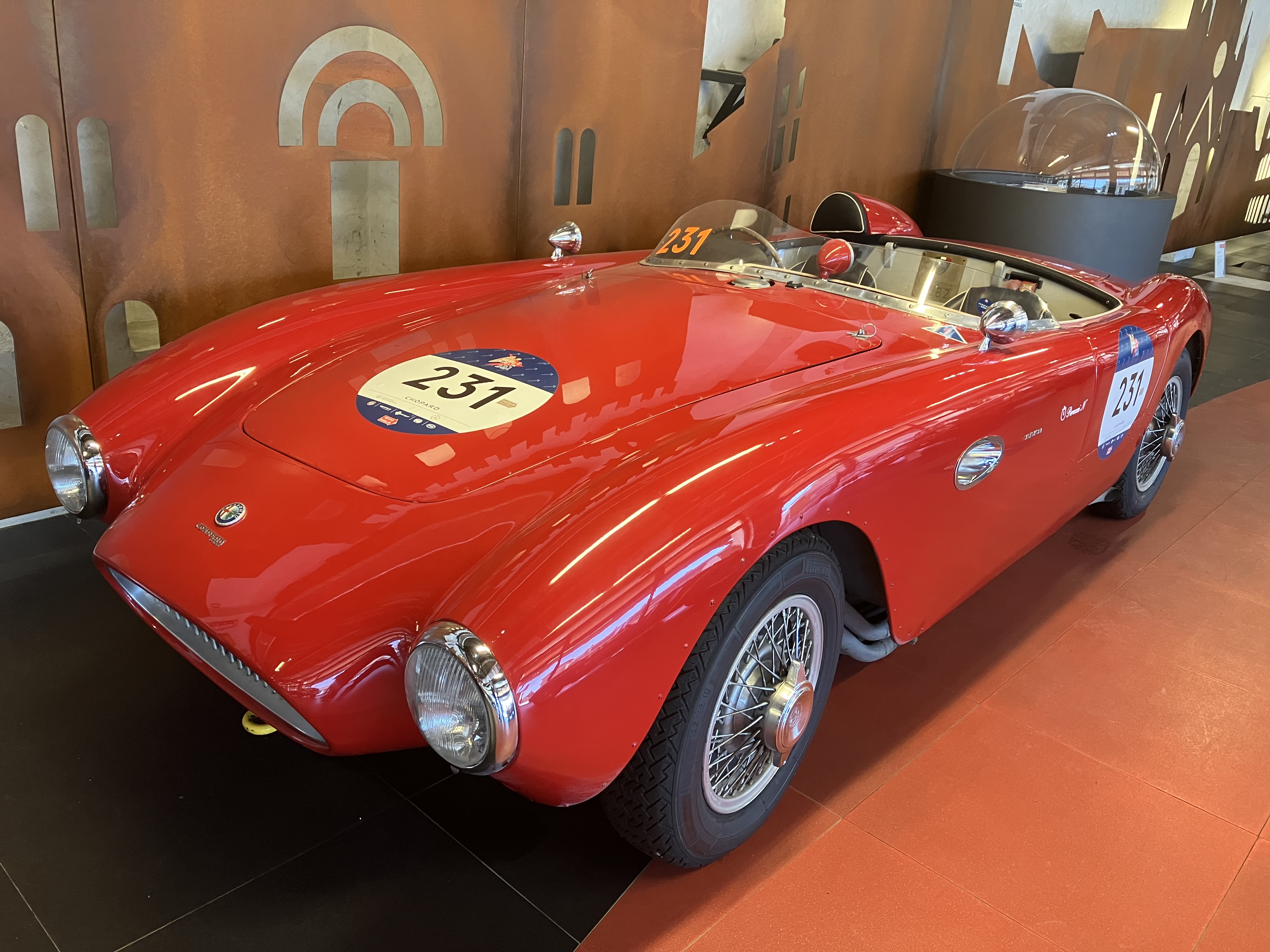
1953 Alfa Romeo Conrero Sport

Ebenfalls 1953 entwickelte er den Conrero Alfa Romeo, der im selben Jahr an der 20. Mille Miglia teilnahm.
Aufgrund fehlender finanzieller Mittel beschloss er Ende der 1950er Jahre, den Bau von Rennwagen einzustellen und sich auf die Motorenentwicklung zu konzentrieren.
Im Jahr 1961 bereitete er den Motor für den De Tomaso F2 und den F1 vor, die an der Formel-1-Weltmeisterschaft teilnahmen. Von 1963 bis 1968 war er der offizielle Motorenentwickler von Alfa Romeo und optimierte bis 1969 erfolgreich Fahrzeuge von Alfa Romeo.
Er war auch Berater für Renault, Toyota, Mitsubishi und Honda, und von 1970 bis 1986 war er offizieller Motorentuner für Opel, zunächst im Rennsport und dann im Rallyesport: Mit einem von Conrero präparierten Ascona 400 gewann Tony Fassina 1981 die italienische Meisterschaft und 1982 die Europameisterschaft.
Ein umfassendes Werk über Conreros Schaffen stellt das Buch Conrero il mago – storia di un uomo innamorato dei motori von den Autoren Roberto Sgarzi und Emanuele Daniele dar.